# Кагэяма, Юити
Юити Кагэяма (яп. 影山 勇一 Кагэяма Ю:ити, выступал под псевдонимом Jasmine You (Жа́смин Ю); 8 марта 1979, префектура Айти, Япония — 9 августа 2009, Токио) — японский музыкант, басист симфоник-метал-группы Versailles. В 1998 году Кагэяма дебютировал на сцене, вступив в группу Jakura (яп. 雀羅), которая, однако, распалась в 2003 году. В 2006 году Кагэяма был приглашен своим давним другом Хидзаки присоединиться к его сольному проекту. Вскоре после этого принимал участие в театральном рок-шоу, Node of Scherzo. В 2007 году вступил в Versailles и оставался с ними до болезни и смерти в 2009 году.

## Биография
Жасмин Ю родился в префектуре Айти. Он вступил в группу Jakura, которая была основана в городе Нагоя, в 1998 году, под именем Ю. В 2003 году, после распада Jakura, Жасмин решил не привязывать себя к какой-то конкретной группе и перед тем, как переехать в Токио, выступал в качестве сессионного музыканта с несколькими малоизвестными инди-группами. В июне 2006 года Жасмин Ю переехал в Токио. В это же время Хидзаки пригласил Жасмин присоединиться к своему сольному проекту HIZAKI grace project.

## Versailles
В 2007 году Хидзаки и Камидзё (ex-Lareine) собрались вместе, чтобы создать Versailles, и Жасмин Ю. Он проводил с Камидзё и Хидзаки много времени, в связи с чем чувствовал себя в группе вполне естественно. В indies-период Жасмин отвечал за деловую сторону группы, имея много контактов с другими музыкантами, магазинами и компаниями. В то же время он работал с HIZAKI grace project и проектом Камидзё, Node of Scherzo, которая также состояла из Хидзаки, Дзюка и Кая. В июне 2009 года Versailles выпустили на Warner Music Japan первый major-сингл «Ascendead Master». Versailles выпустили пять синглов, один мини-альбом и один полноформатный альбом до смерти Жасмин Ю в 2009 году.

## Смерть
3 августа было объявлено, что Жасмин Ю временно приостановит музыкальную деятельность из-за неизвестных обстоятельств, касающихся его здоровья. Было объявлено, что «Jubilee», новый альбом Versailles, был в заключительной стадии производства и бас-партии записаны.
9 августа, рано утром, на официальном сайте было сообщено, что Жасмин Ю скончался. Перевод сообщения гласит:
2009.8.9 Срочное объявление: Хотя Жасмин Ю взял перерыв, чтобы отдохнуть из-за плохого физического состояния, мы получили отчет, что рано утром 9 августа он умер. Из-за крайней неожиданности члены группы и персонал ошарашены и стараются принять это. Как только его семья даст разрешение, мы раскроем детали, касающиеся его смерти. Кроме того, с текущего объявления, в отношении деятельности, пожалуйста, позвольте приостановить.
12 августа Жасмин был похоронен. Его родственники выразили благодарность всем, кто пришёл на его похороны и всем, кто оказывал ему услуги при жизни. Также родственники сообщили, что в последние дни своей жизни он часами слушал записи HIZAKI grace project и перед смертью побывал в родном городе.
Сейчас Versailles именуют Жасмин Ю «вечным участником».

## Дискография

### В составе Jakura

#### Альбомы и EPs
- Jubaku to Fufu Tokage no Kakugo+3 (呪縛ト不フ吐陰の赫檎+3, 15 апреля, 2002)
- Sora o Kura fu Tokage (空ヲ喰らフ吐陰, 12 сентября, 2003)

#### Синглы
- «Marii no Kakugo» (マリィの赫檎, 25 апреля, 2001)
- «San ni Majiwaru Jikkai -Hebi Ichigo no Kanjou Trip-» (参ニ混ジワル十戒～蛇苺ノ感傷トリップ～, 10 октября, 2001)
- «San ni Majiwaru Jikkai -Katame no Shoujo ni Jojou Drug-» (参ニ混ジワル十戒～片目ノ少女に叙情ドラッグ～, 11 ноября, 2001)
- «San ni Majiwaru Jikkai -Kaigoroshi Romanzai-» (参ニ混ジワル十戒～飼イ殺シ浪漫剤～, 12 декабря, 2001)
- «Russian Roulette Kara no Seikansha» (ロシアンルーレットからの生還者, 25 сентября, 2002)
- «Naki Tomanu Aka» (鳴き止まぬ赤, 22 декабря, 2002)
- «Aieki de Nureta… Joukan» (愛液で濡れた・・・上巻, 14 апреля, 2003)
- «Aieki de Nureta… Gekan» (愛液で濡れた・・・下巻, 14 июня, 2003)

#### Демо
- «Taiji» (胎児, 12 августа, 1998)
- «Jubaku to Fufu Hiro no Akumu» (呪縛ト不フ緋色ノ悪夢, 23 июня, 2000)
- «Three Flat» (すりぃふらっと, 28 февраля, 2001)

#### Видео
- Ura Bake Neko Hakusho (裏化け猫白書, 4 октября, 2001, только для фан-клуба)
- Russian Roulette Kara no Seikansha — Gekijouban (ロシアンルーレットからの生還者・劇場版, 2002, только для фан-клуба)

#### Омнибусы
- B.J. Maniac (20 июня, 2001, с «Jakura Shizenshuu»)
- Shock Edge 2001 (29 сентября, 2001, с «Sonzai»)
- Yougenkyou II: Bewicthing Illusion Mirror (6 апреля, 2005, с «Katame no Shoujo (Yougenkyou Mix)»)

### В составе HIZAKI grace project

#### Альбомы
- Dignity of Crest (1 января, 2007)
- Ruined Kingdom (19 сентября, 2007)
- Curse of Virgo (26 декабря, 2007)

#### DVD
- Monshou (2007)

#### Компиляции
- Summit 03
- Graceful Playboys
- Unique (coupling CD with +Isolation)

### В составе Versailles
Смотрите Versailles